# Tubulipora marisalbi
Tubulipora marisalbi är en mossdjursart som beskrevs av Gostilovskaya 1955. Tubulipora marisalbi ingår i släktet Tubulipora och familjen Tubuliporidae. Inga underarter finns listade i Catalogue of Life.